# ノヴェッラ
ノヴェッラ（イタリア語: Novella）は、イタリア共和国トレンティーノ＝アルト・アディジェ州トレント自治県にある、人口約3,600人の基礎自治体（コムーネ）。
2020年1月1日にブレツ、カニョ、クロツ、レヴォとロマッロが合併して発足した。

## 地理

### 位置・広がり

#### 隣接コムーネ
隣接するコムーネは以下の通り。括弧内のBZはボルツァーノ自治県所属を示す。
- ボルゴ・ダナウニア (カステルフォンド、フォンド)
- クレス
- ダンベル
- ラウレーニョ (BZ)
- リーヴォ
- プロヴェス (BZ)
- ルーモ
- サルノーニコ
- サンゼーノ

## 行政

### 分離集落
ノヴェッラには、以下の分離集落（フラツィオーネ）がある。
- Arsio, Brez, Cagnò, Carnalez, Cloz, Frari, Revò, Romallo, Salobbi, Traversara, Tregiovo